# Maria Pellegrina Amoretti
Maria Pellegrina Amoretti (en alguns textos, i en els arxius de la Universitat de Pavia, Maria Pellegrini Amoretti) (Oneglia, 12 de maig de 1756 - Oneglia, 12 de novembre de 1787), jurista, doctora en lleis, va ser la tercera dona a llicenciar-se a Itàlia després de la veneciana Elena Lucrezia Cornaro (nascuda el 1646, pertanyent a una família ducal, es va doctorar a Pàdua en Filosofia el 25 de juny de 1678), i de la bolonyesa Laura Bassi (que, nascuda en 1711, es va doctorar en Ciència i Filosofia a Bolonya i que va ser també la primera dona a ensenyar a una universitat). Literata refinada i dona de profunda cultura, va morir poc abans dels trenta anys. Va ser autora d'un tractat sobre el dret dels dots amb el títol Tractatus de jure datium apud Romanos.

## Biografia
Als dotze anys ja parlava les dues llengües clàssiques, llatí i grec, i al quinze anys discutia de filosofia i física; tot i haver estudiat dret amb il·lustres juristes, va trobar bastant dificultat per a llicenciar-se a causa de la seua condició de dona. Després d'haver estat rebutjada a la Universitat de Torí, va ser acceptada a la Universitat de Pavia, on, el 25 de juny de 1777 li fou conferit el títol de Doctrix. Era la primera dona que obtenia una llicenciatura in utroque iure, és a dir, en el dret canònic i en el dret civil.

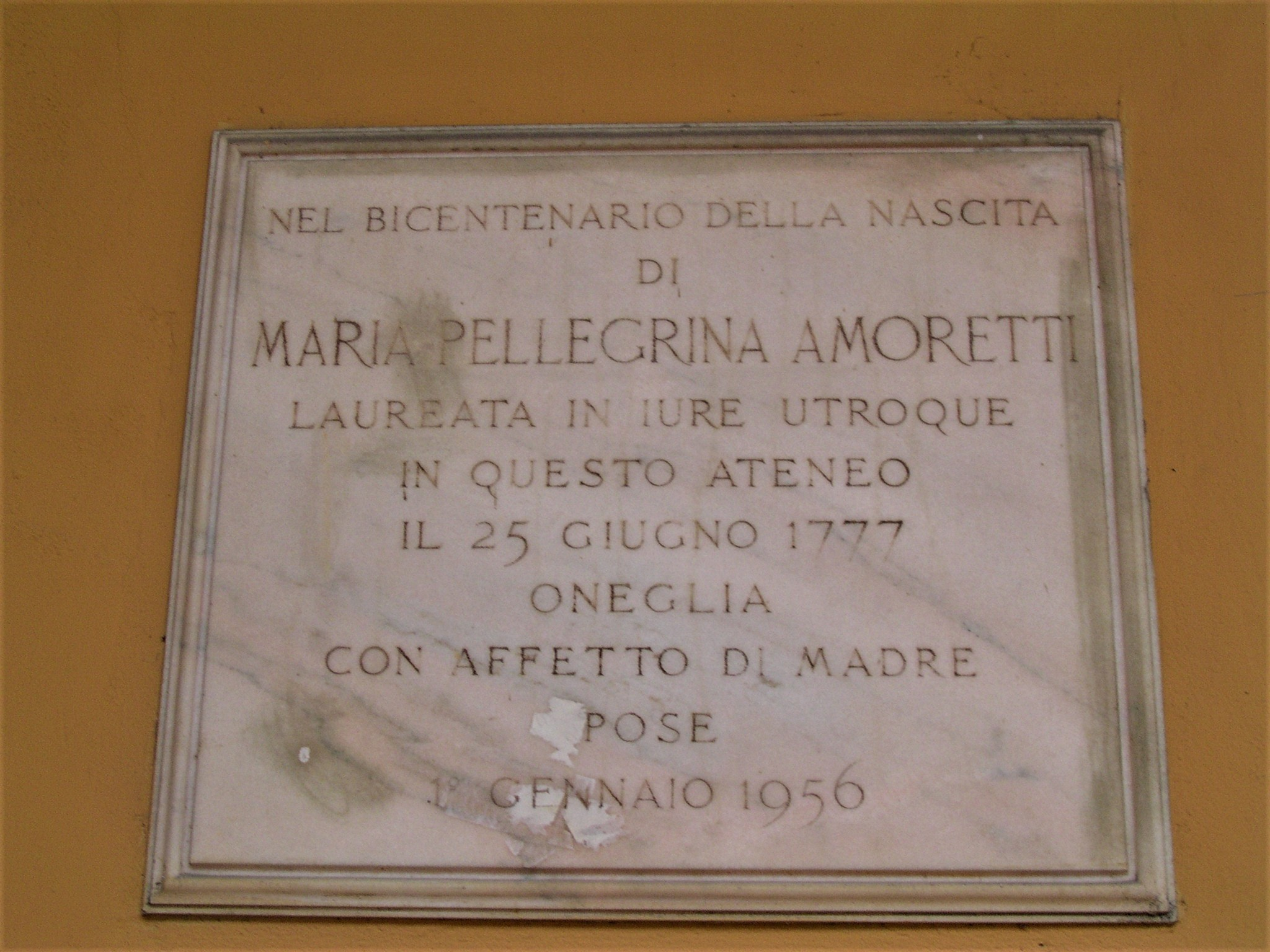
Placa commemorativa del 2n centenari del naixement de Maria Pellegrina Amoretti

Diversos poetes van dedicar-li sengles poemes. En el pati Volta de la Universitat de Pavia una placa de marbre reprodueix els versos del poema Per la laurea di Maria Pellegrina Amoretti, que Giuseppe Parini va escriure en assabentar-se que era la primera dona que es llicenciava en Dret. En el mateix pati hi ha una altra placa de marbre dedicada també a Amoretti, que hi va ser instal·lada l'any 1956, a petició d'Oneglia, la població on va néixer, per commemorar el segon centenari del seu naixement.